# Jean Victor Moreau
Jean Victor Moreau (Morlaix, 1763. február 14. – Louny, Csehország, 1813. szeptember 2.) francia tábornok, Napoléon Bonaparte tábornokot segítette hatalomra, de később riválisa lett és száműzték az Amerikai Egyesült Államokba, halála után, 1814-ben posztumusz elismerésképpen Franciaország marsalljává nevezték ki.

## Élete és pályafutása
Moreau Morlaixban, Bretagne-ban született. Apja sikeres ügyvéd volt, és ahelyett fiát a hadseregbe vetette volna fel, ragaszkodott ahhoz, hogy Moreau jogot tanuljon, a Rennes-i Egyetemen. A fiatal Moreau nem mutatott hajlandóságot a törvények tanulására, de élvezte a szabad diákéletet. Ahelyett, hogy diplomája megszerzésére törekedett volna, a diákokból szervezett hadsereget, amelynek úgy parancsolt, mint egy prépost. Amikor a forradalom éve elérkezett, ő vezette a diákokat, amikor csetepaté tört ki a nemesség és nép között.
1791-ben beválasztották alezredesnek az Ille-et-Vilaine önkéntesekhez. Charles-François Dumouriez  parancsnoksága alatt harcolt, zászlóaljat irányított 1793-ban a saját harci szelleme és republikánus elvek alapján. Lazare Carnot 1794 elején dandártábornokká nevezte ki , és megbízta Charles Pichegru hadseregének jobbszárnyának parancsnokságával, Flandriában. A tourcoing-i csata (1794) alapozta meg Moreau katonai hírnevét. 1795-ben kinevezték a Rajna- és Moselle hadsereghez, amellyel átlépte a Rajnát és átkelt Németországba. Ő vezette az első teljesen sikeres hadjáratot, többször aratott győzelmet, behatolt az Isar környékére, de végül vissza kellett vonulnia a Károly főherceg vezette osztrák sereg elől. Ebben a hadjáratban több mint 5000 foglyot ejtett.
1797-ben ismét átkelt az utánpótlási nehézségek ellenére a Rajnán, de a leobeni béke meggátolta a további hadműveletekben, amit Bonaparte és az osztrákok kötöttek.
Ekkor talált rá régi bajtársa és parancsnoka, Pichegru és az emigráns Condé herceg közti levelezésre, próbálta menteni régi bajtársát, de ezzel csak azt érte el, hogy önmagát is gyanúba keverte és sokan bűnpártolással vádolták. Azzal a kiáltványával, amelyben Pichegrut árulónak nevezte már elkésett.
Moreau-t félreállították, és csak 1799-ben hívták vissza, amikor Bonaparte távol volt és az orosz támadó Alekszandr Szuvorov győzelmei miatt szükség volt néhány kipróbált és tapasztalt tábornokra Itáliában. Az itáliai hadsereget irányította kevés sikerrel, egy rövid időig, mielőtt kinevezték a rajnai hadsereghez, és Joubert, az utódja, a novi csatát elvesztette. Joubert elesett a csatában, Moreau ezután visszavonult a hadseregével Genovába, ahol átadta a parancsnokságot Championnet-nek. Amikor Bonaparte visszatért Egyiptomból, Moreau Párizsban tartózkodott,  és támogatta a brumaire 18–19-i államcsínyben, mint a Luxembourg-palota erőinek parancsnoka.
Jutalmul Bonaparte tábornok ismét kinevezte a rajnai hadsereg parancsnokának, amellyel visszaszorította az osztrákokat a Rajnától az Isarhoz . Amikor visszatért Párizsba feleségül vette Hulot d’Osery kisasszonyt, Joséphine de Beauharnais barátnőjét, egy ambiciózus nőt, aki papucsférjként irányította. Néhány hét múlva a hadserege német földön  megnyerte a hohenlindeni csatát (1800. december 3.), utána visszavonult, hogy élvezze a vagyont, amit hadjáratai során szerzett. Közben a felesége maga köré gyűjtött mindenkit, aki elégedetlen volt Napóleon gyors felemelkedésével és meggazdagodásával. Ezt nevezték a „Moreau-klub”-nak, Napóleon bosszúságára, tagjai ellenezték a katonai diktatúrát, de nem akarták  XVIII. Lajos királyt visszahozni, köztársaságpártiak voltak. Minderről Napóleon tudott, lecsukatta az összeesküvőket. Ekkor száműzetésre ítélték, Moreau feleségével együtt 1804-ben Spanyolországon keresztül az Egyesült Államokba távozott.
Amerikában lelkesedéssel fogadták, de visszautasított minden ajánlatot, beutazta az országot, végül 1806-ban New Jersey-ben telepedett le, ahol vett egy villát közel a Delaware folyóhoz , néhány mérföldre Trentontól. Itt élt egészen 1813-ig, idejét a horgászattal, vadászattal, és a társadalmi érintkezéssel töltötte.  Menedéket adott minden politikai emigránsnak, valamint az idegen hatalmak képviselőinek, akik megpróbálták arra rávenni, hogy a kardját Napóleon ellen használja. Amikor kitört az 1812-es brit–amerikai háború, Madison elnök felajánlotta neki az amerikai csapatok parancsnoki tisztségét.  Moreau hajlandó volt elfogadni ezt, de a Grande Armée oroszországi megsemmisülésének hírére úgy döntött, hogy visszatér Európába.
Moreau, valószínűleg felesége kezdeményezésére visszatért Európába, és elkezdett tárgyalni egy régi ismerősével a köztársasági összeesküvők közül: Jean-Baptiste Bernadotte-tal, aki időközben János Károly, Svédország koronahercege lett. Ő és I. Sándor orosz cár most együtt a poroszokkal és az osztrákokkal vezettek hadsereget Napóleon ellen.  Moreau, aki szerette volna látni Napóleon vereségét, és köztársasági kormányt szeretett volna, tanácsot adott a svéd és az orosz vezetőknek arról, hogyan lehet a legjobban legyőzni Franciaországot. Amíg a cárral tárgyalt, Moreau halálos sebet kapott a drezdai csatában 1813. augusztus 27-én, és szeptember 2-án Lounyban meghalt. A Szent Katalin templomban temették el Szentpétervárott.
A Bourbon-restauráció kezdetén, 1814-ben érdemei posztumusz elismeréseként XVIII. Lajos király a Franciaország marsallja kitüntető címet adományozta neki.

## Képgaléria

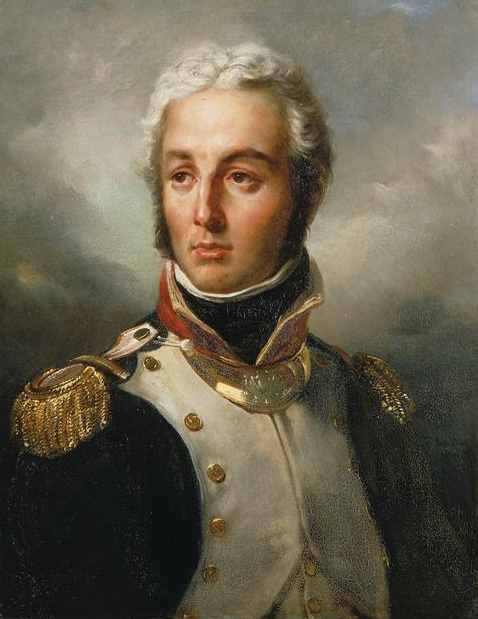
Ille-et-Vilaine önkénteseinek parancsnokaként 1792-ben (François Bouchot festménye)
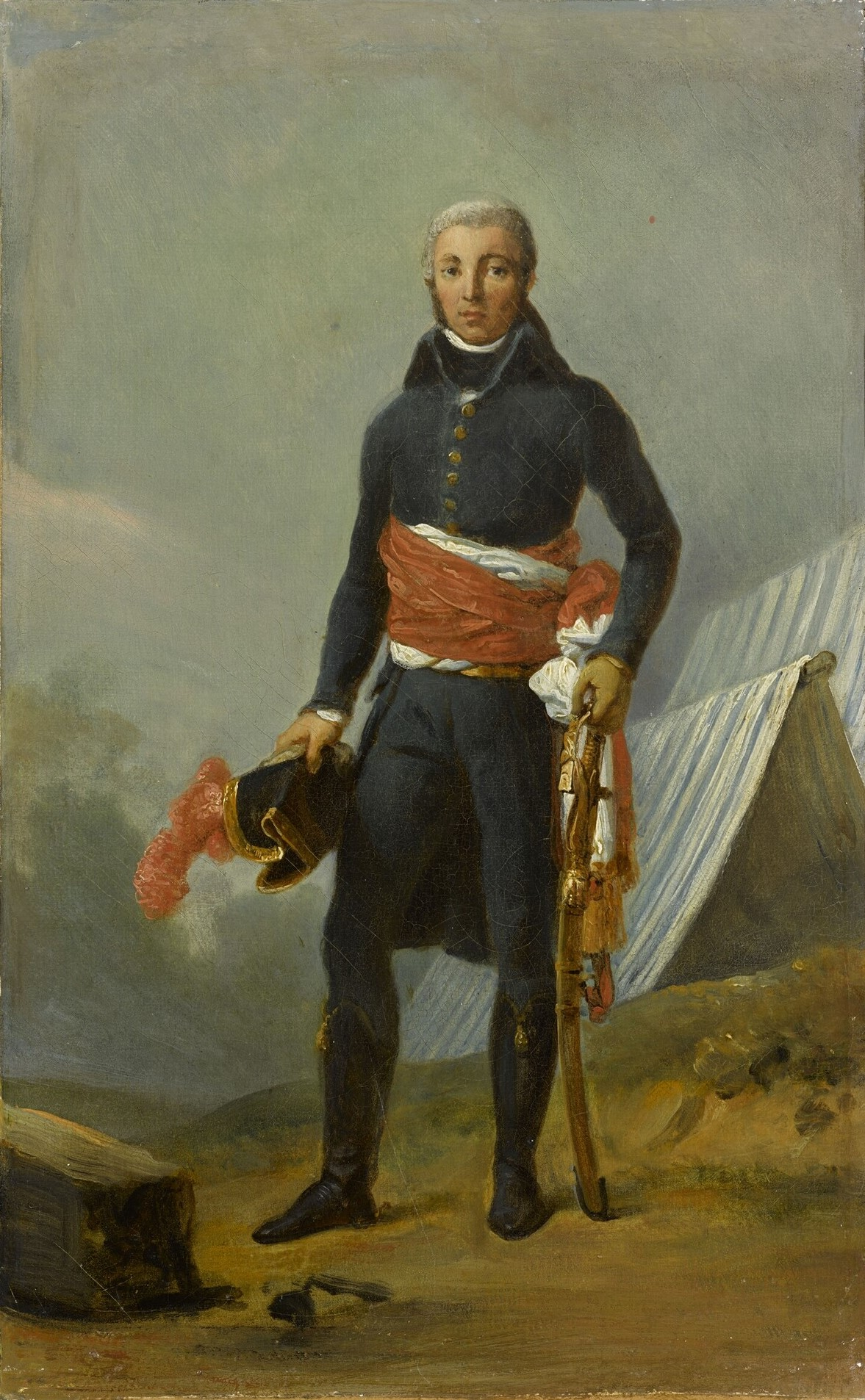
François Pascal Simon Gérard festménye a tábornokról
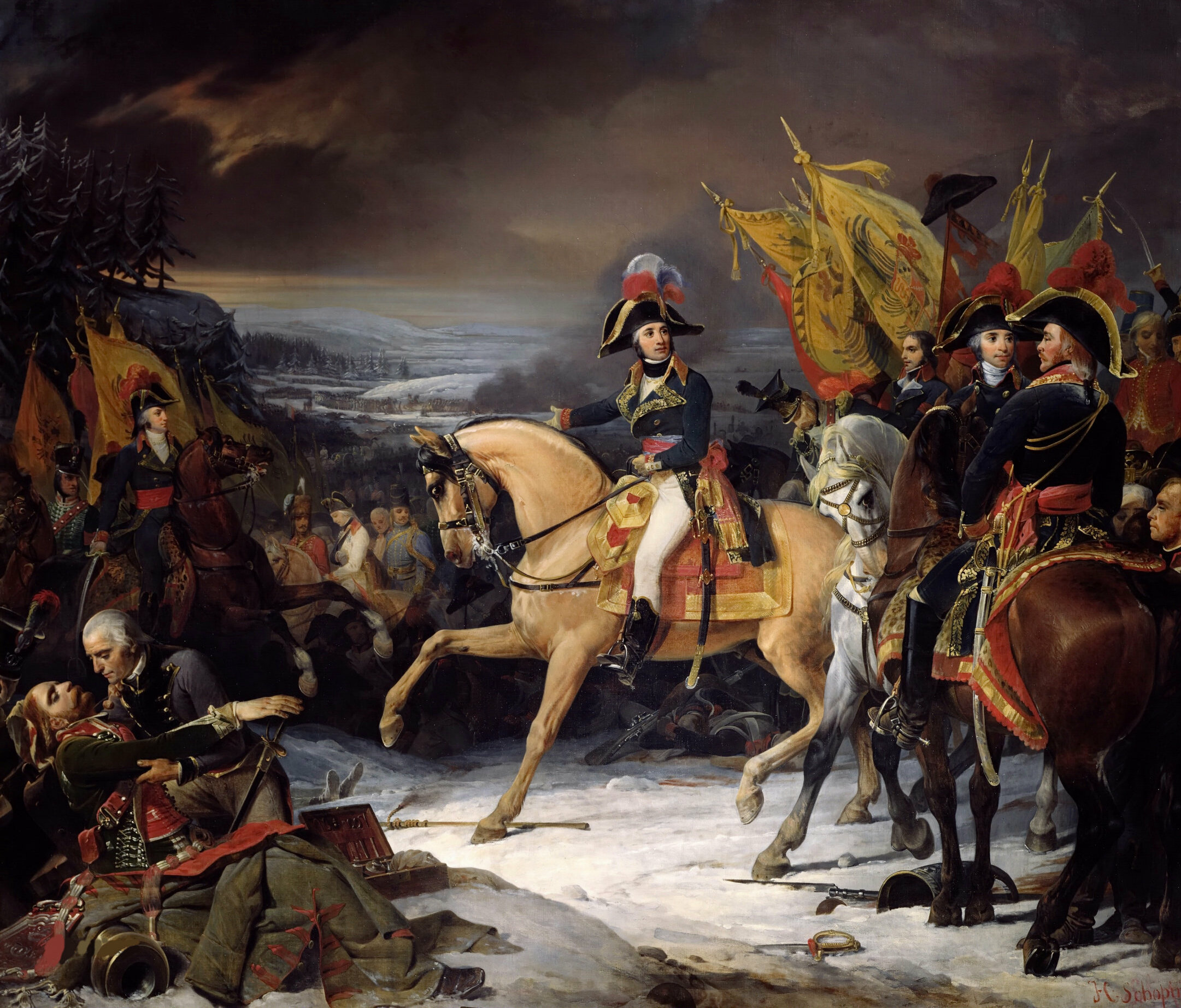
Moreau a hohenlindeni csatában - Henri-Frédéric Schopin festménye
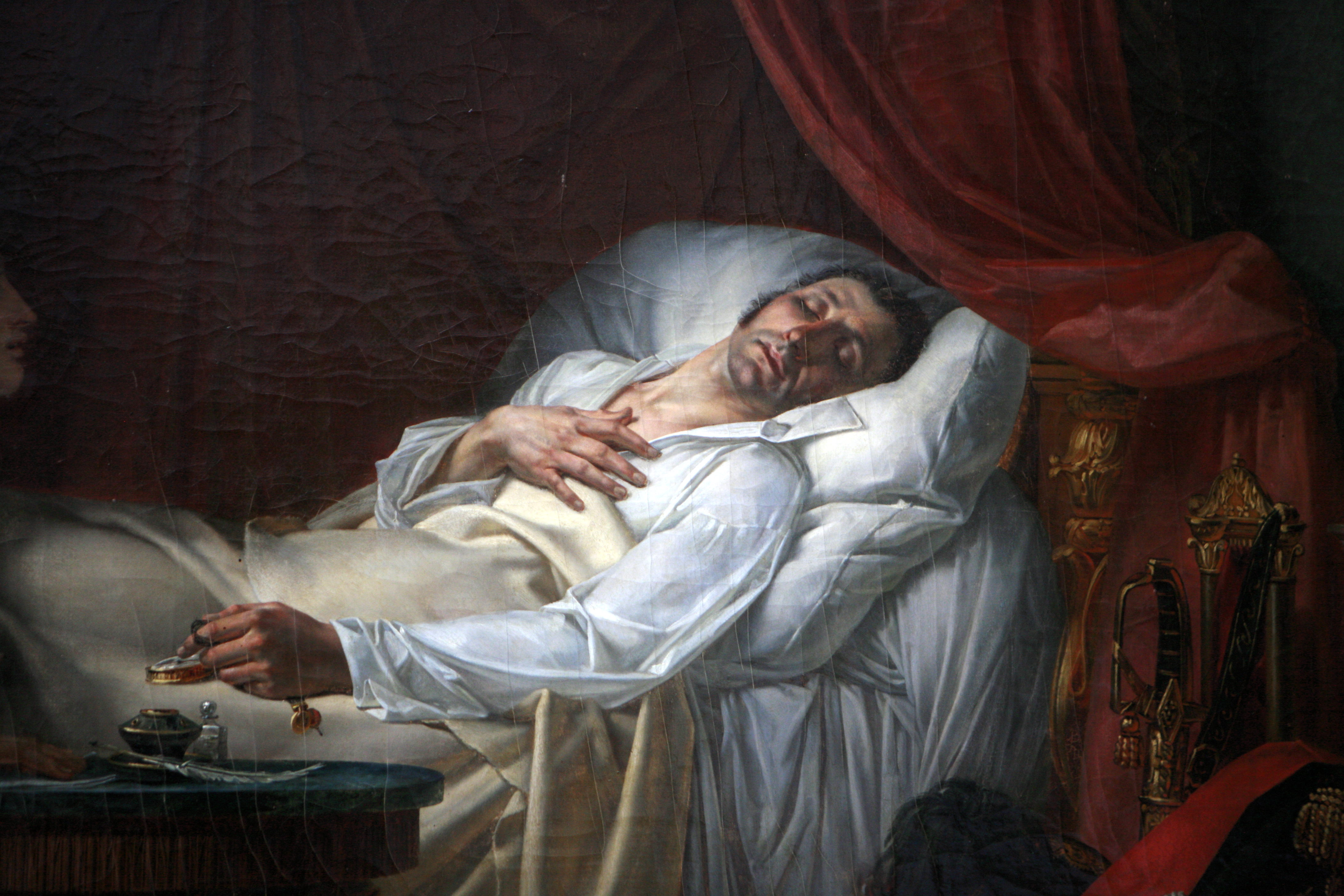
A tábornok halála - Auguste Couder műve

## Fordítás
- Ez a szócikk részben vagy egészben  a   Jean Victor Marie Moreau című angol Wikipédia-szócikk fordításán alapul.  Az eredeti cikk szerkesztőit annak laptörténete sorolja fel. Ez a jelzés csupán a megfogalmazás eredetét és a szerzői jogokat jelzi, nem szolgál a cikkben szereplő információk forrásmegjelöléseként.